# Vladimir Radmanović
Vladimir Radmanović (in serbo Владимир Радмановић?; Trebigne, 19 novembre 1980) è un ex cestista serbo che giocava come ala.

## Carriera
È  stato selezionato dai Seattle SuperSonics al primo giro del Draft NBA 2011 (12ª scelta assoluta).
Con la Jugoslavia ha disputato i Campionati mondiali del 2002.
Con la Serbia e Montenegro ha disputato i Giochi olimpici di Atene 2004 e i Campionati europei del 2005.

## Statistiche

### NBA

#### Regular season
| Anno      | Squadra           | PG  | PT  | MP   | TC%  | 3P%  | TL%  | RP  | AP  | PRP | SP  | PP   |
| --------- | ----------------- | --- | --- | ---- | ---- | ---- | ---- | --- | --- | --- | --- | ---- |
| 2001-2002 | Seattle S.Sonics  | 61  | 16  | 20,2 | 41,2 | 42,0 | 68,1 | 3,8 | 1,3 | 0,9 | 0,4 | 6,7  |
| 2002-2003 | Seattle S.Sonics  | 72  | 16  | 26,5 | 41,0 | 35,5 | 70,6 | 4,5 | 1,3 | 0,9 | 0,3 | 10,1 |
| 2003-2004 | Seattle S.Sonics  | 77  | 38  | 30,1 | 42,5 | 37,1 | 74,8 | 5,3 | 1,8 | 1,0 | 0,5 | 12,0 |
| 2004-2005 | Seattle S.Sonics  | 63  | 0   | 29,5 | 40,9 | 38,9 | 78,6 | 4,6 | 1,4 | 0,9 | 0,5 | 11,8 |
| 2005-2006 | Seattle S.Sonics  | 47  | 16  | 23,2 | 40,1 | 36,7 | 88,7 | 4,0 | 1,5 | 0,7 | 0,3 | 9,3  |
| 2005-2006 | L.A. Clippers     | 30  | 11  | 29,5 | 41,7 | 41,8 | 73,1 | 5,7 | 2,1 | 1,0 | 0,5 | 10,7 |
| 2006-2007 | L.A. Lakers       | 55  | 15  | 17,9 | 42,4 | 33,9 | 72,6 | 3,3 | 1,2 | 0,5 | 0,3 | 6,6  |
| 2007-2008 | L.A. Lakers       | 65  | 41  | 22,8 | 45,3 | 40,6 | 80,0 | 3,3 | 1,9 | 0,7 | 0,2 | 8,4  |
| 2008-2009 | L.A. Lakers       | 46  | 28  | 16,8 | 44,4 | 44,1 | 85,2 | 2,5 | 0,8 | 0,6 | 0,2 | 5,9  |
| 2008-2009 | Charlotte Bobcats | 32  | 3   | 21,1 | 40,1 | 35,7 | 64,5 | 3,3 | 1,3 | 0,6 | 0,3 | 8,3  |
| 2009-2010 | Charlotte Bobcats | 8   | 0   | 16,6 | 33,3 | 31,8 | 66,7 | 3,6 | 0,9 | 0,4 | 0,1 | 4,9  |
| 2009-2010 | G.S. Warriors     | 33  | 20  | 23,0 | 38,5 | 26,7 | 76,2 | 4,5 | 1,2 | 0,8 | 0,2 | 6,6  |
| 2010-2011 | G.S. Warriors     | 74  | 6   | 15,8 | 43,1 | 40,5 | 88,2 | 2,9 | 1,1 | 0,6 | 0,6 | 5,1  |
| 2011-2012 | Atlanta Hawks     | 49  | 3   | 15,4 | 37,6 | 37,0 | 75,9 | 2,9 | 1,1 | 0,4 | 0,3 | 4,5  |
| 2012-2013 | Chicago Bulls     | 25  | 0   | 5,8  | 30,2 | 18,5 | 66,7 | 1,1 | 0,3 | 0,3 | 0,2 | 1,3  |
| Carriera  | Carriera          | 737 | 213 | 21,9 | 41,5 | 37,8 | 75,8 | 3,8 | 1,4 | 0,7 | 0,4 | 8,0  |

#### Play-off
| Anno     | Squadra          | PG | PT | MP   | TC%  | 3P%  | TL%  | RP  | AP  | PRP | SP  | PP  |
| -------- | ---------------- | -- | -- | ---- | ---- | ---- | ---- | --- | --- | --- | --- | --- |
| 2002     | Seattle S.Sonics | 5  | 2  | 22,6 | 43,8 | 53,8 | 100  | 3,6 | 1,0 | 0,2 | 0,2 | 7,6 |
| 2005     | Seattle S.Sonics | 6  | 0  | 20,3 | 37,1 | 23,8 | 50,0 | 3,0 | 0,5 | 0,7 | 0,5 | 5,3 |
| 2006     | L.A. Clippers    | 12 | 2  | 20,5 | 47,0 | 46,3 | 69,6 | 4,0 | 1,1 | 0,6 | 0,5 | 8,1 |
| 2008     | L.A. Lakers      | 21 | 21 | 22,9 | 44,4 | 37,2 | 83,3 | 3,8 | 1,5 | 0,6 | 0,0 | 8,0 |
| 2012     | Atlanta Hawks    | 2  | 0  | 7,5  | 0,0  | 0,0  | -    | 0,5 | 0,5 | 0,0 | 0,0 | 0,0 |
| 2013     | Chicago Bulls    | 1  | 0  | 10,0 | 100  | 100  | -    | 0,0 | 1,0 | 2,0 | 0,0 | 9,0 |
| Carriera | Carriera         | 47 | 25 | 21,0 | 44,0 | 39,6 | 73,5 | 3,5 | 1,1 | 0,6 | 0,2 | 7,3 |

## Palmarès
- NBA All-Rookie Second Team